# Shen Neng 1
Die Shen Neng 1 war ein chinesischer Massengutfrachter.

## Geschichte
Das im Jahr 1993 bei Sumitomo Heavy Industries in Oppama als Bestore gebaute Schiff war 225 Meter lang und 32,26 Meter breit. Eigner war das Unternehmen Shenzhen Energy Transport Company bzw. dessen Subunternehmen China Ocean Shipping Company (COSCO). Für das technische Management war die Tosco-Keymax International Ship Management Company verantwortlich. Ab 2011 fuhr das Schiff unter dem Namen Jia Yong. 2017 wurde das Schiff verschrottet.

## Havarie im April 2010

### Strandung und Bergung
Koordinaten: 23° 6′ 6″ S, 151° 38′ 57″ O

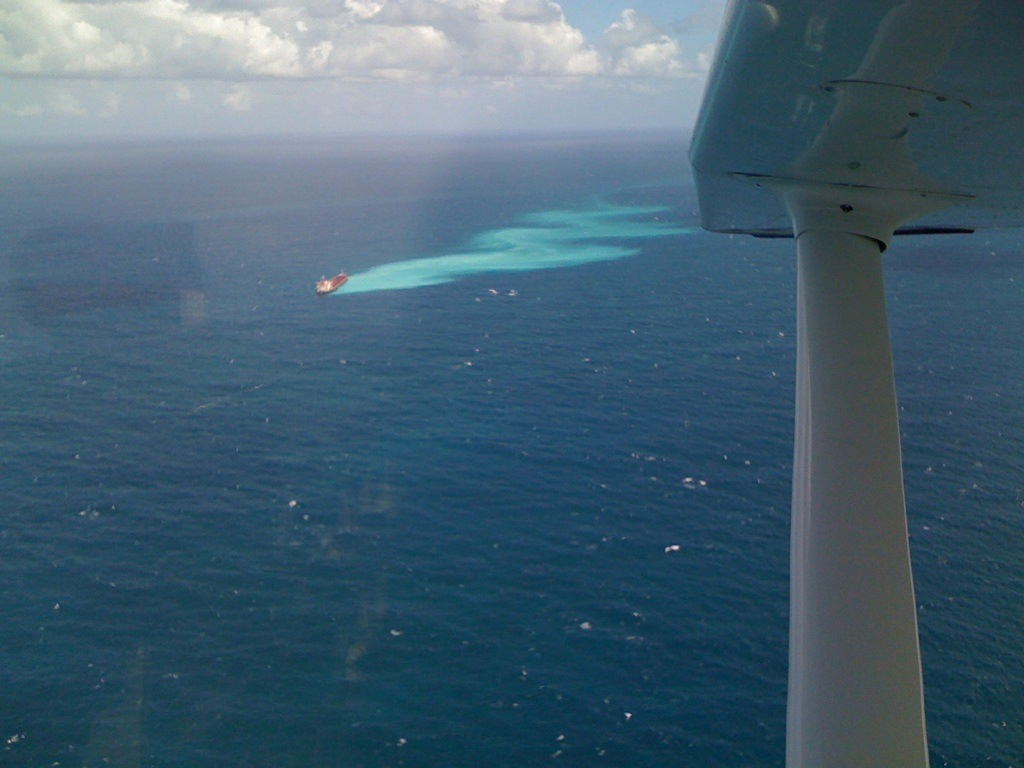
Shen Neng 1 auf Grund, April 2010

Am 3. April 2010 verließ das Schiff mit einer Kohleladung für Bayuquan (China) den Hafen von Gladstone (Australien). Gegen 7.05 UTC (17.05 Ortszeit), nahe Niedrigwasser, lief es bei ruhigem Wetter und einem Tiefgang von 13,4 Metern mit voller Fahrt von Süden kommend auf die Untiefe Douglas Shoal (min. Kartentiefe 8,9 Meter) auf, die etwa 70 Kilometer vor Great Keppel Island und 120 Kilometer östlich von Rockhampton liegt und zum Great Barrier Reef gehört. Die Unfallstelle liegt innerhalb einer um die Untiefe ausgewiesenen Habitatschutzzone des Meeresschutzgebietes. Beim Auflaufen wurden Ruder, Maschine und Tanks, darunter ein Treibstofftank, beschädigt, so dass gut drei Tonnen Öl ausliefen und einen Ölfilm bildeten, der mit Dispergator zerstört und zum Absinken gebracht wurde. Die beiden Schlepper Austral Salvor und Tom Tough des beauftragten Bergungsunternehmens Svitzer stabilisierten den Frachter auf der Position, um weitere Riffschäden durch Verdriftung zu vermeiden. Das Unfallbekämpfungs- und Bergungsschiff Pacific Responder legte eine Ölsperre, so dass ab 9. April innerhalb von gut drei Tagen das Öl auf den 1.500 Tonnen fassenden Tanker Larcom umgepumpt werden konnte. Am 12. April um 9.48 UTC gelang es bei Hochwasser, rechtzeitig vor aufziehendem starken Südostwind, den Frachter durch Einblasen von Druckluft in geflutete Tanks wieder schwimmfähig zu machen und von der Untiefe zu ziehen. Die Wistari wurde dabei als dritter Schlepper eingesetzt. Gegen 11.00 UTC befand sich der Frachter wieder in freiem Fahrwasser und wurde nach kurzer Inspektion zu einem 35 Seemeilen entfernten Ankerplatz fünf Seemeilen nordöstlich von Great Keppel Island geschleppt. Durch Taucher wurden dort beträchtliche Schäden am Schiffsboden im Bereich um den Maschinenraum am hinteren Teil des Schiffes festgestellt. Danach wurde das Schiff zum Löschen eines Teils der Ladung in die ruhigere, südlich gelegene Hervey Bucht geschleppt. Am 31. Mai 2010 lief der Schlepper De Da mit dem Havaristen in Richtung China aus.

### Einschätzung
Zwischen Douglas Shoal und dem Rand der südöstlich liegenden Capricorn-Inselgruppe führt eine häufig benutzte, sechs Seemeilen (11 Kilometer) breite und 40 Meter tiefe Passage zwischen den Riffschutzzonen durch das Riff zum offenen Meer, die das Schiff laut dem beim RCC aufgegebenen Routenplan benutzen wollte. Die Havarieposition liegt 5,8 Seemeilen (10,7 Kilometer) querab dieser üblichen Route. Die Strandung erfolgte gut zwanzig Minuten nachdem der Kurs des Schiffes für die Durchfahrt der Passage hätte nach Osten geändert werden sollen. Der Direktor der Australian Maritime Safety Authority (AMSA) Queensland, Patrick Quirk, bezeichnete das Durchfahren der Passage als nicht besonders schwierig, jede souveräne Mannschaft sollte dazu in der Lage sein. Zahlreiche erste Pressemeldungen, die von einer illegalen Abkürzung durch das Riffschutzgebiet sprachen, erwiesen sich als falsch. An Bord befanden sich 68.000 Tonnen Kohle und 975 Tonnen Treibstoff. Das Australian Transport Safety Bureau (ATSB) untersucht die Strandung und legte am 15. April einen vorläufigen Bericht vor. Folgende Umstände, die zusammen zur Strandung führten, werden genannt:
- Deaktivierung der automatischen Kursüberwachung (wegen Abweichung vom Routenplan)
- unzureichende Verfolgung des Schiffsortes auf der Seekarte
- unzureichendes Müdigkeitsmanagement
- Ablenkung des Wachoffiziers
- keine Abdeckung der Havarieposition durch das Great Barrier Reef Vessel Traffic Service

Für Kapitän und wachhabenden ersten Offizier werden empfindliche Strafen erwartet.

### Umweltschäden
In einem großen Bereich – Pressemeldungen variieren zwischen 250 mal 100 Meter und drei Kilometer mal bis zu 250 Meter – wurden durch das Auflaufen und Schiffsbewegungen Korallenstöcke und der Bewuchs komplett zerstört. Der Sprecher der Great-Barrier-Reef-Naturschutzpark-Behörde, David Wachenfeld, sprach von der größten bisher am Riff beobachteten Schadzone nach dem Auflaufen eines Schiffes. Er erwartet weitere ökologische Schäden durch Abrieb von giftiger Antifouling-Farbe.
An den Stränden von Tryon Island und North West Island, 10 Seemeilen südlich der Unfallstelle, wurden geringe Mengen kleinerer Ölklumpen gefunden und beseitigt.